# Johann Heumann von Teutschenbrunn
Johann Heumann von Teutschenbrunn est un jurisconsulte et diplomate allemand, né à Muggendorf (alors dans la principauté de Bayreuth) le 11 février 1711 et mort à Altdorf bei Nürnberg le 29 septembre 1760.

## Biographie
En 1740, il devint professeur à l'université d'Altorf. Ses livres de droit ont été très appréciés de son temps, ainsi que ses travaux de diplomatique. Parmi eux : Commentarii de re diplomatica imperatorum de regum Germaniæ (Nuremberg, 1745) et Commentarii de re diplomatica imperatricum Germaniæ (Nuremberg, 1749).
Heumann a donné dans ces ouvrages l'analyse des diplômes des empereurs de Charlemagne à Louis II il extrait des diplômes carolingiens tous ceux qui peuvent intéresser l'histoire de l'Allemagne. Enfin il publia Initia juris politiæ Germanicæ (Nuremberg, 1757).